# Matrice bistocastica
Una matrice bistocastica è una matrice di numeri reali non negativi, in cui la somma degli elementi su ogni riga e su ogni colonna è uguale a 1. Una matrice bistocastica è quindi una matrice stocastica sia sulle righe che sulle colonne.
In particolare, ogni matrice di questo tipo è anche una matrice quadrata, e l'insieme di esse forma un politopo convesso in {\displaystyle \mathbf {R} ^{N}}, dove N è il quadrato dell'ordine della matrice; tale politopo è noto come politopo di Birkhoff {\displaystyle B_{n}}, ed è di dimensione {\displaystyle (n-1)^{2}}.